# Abdalwadites
Els abdalwadites, també coneguts com a abdalwàdides o Banu Abd-al-Wad (àrab: بنو عبد الواد, Banū ʿAbd al-Wād) o, encara, a partir del seu epònim, zayyànides (àrab: الزيانيون, az-zayyāniyyūn), Banu Zayyan (àrab: بنو زيان, Banū Zayyān) o zayyanites, van ser una dinastia amaziga musulmana amb capital a Tremissèn (Tlemcen), a Algèria, la qual va regnar des del 1236, en dissoldre's el poder almohade, fins al 1550, en què fou enderrocada pels turcs otomans.
L'origen de la dinastia és zanata berber; els Banu Abd-al-Wad, igual que els Banu Marín, els Banu Tujín, els Banu Raixid o els Banu Mzab, formaven part del grup zanata dels Banu Wasin. Aquestos nòmades foren expulsats de la regió de l'Aures cap a l'oest per la invasió hilaliana de Tunísia del segle xi i es van establir a l'altiplà d'Orà. La tribu fou partidària dels almohades, especialment en el període de lluita contra els mallorquins Banu Ghaniya (1185-1203).
Els Banu Abd-al-Wad van defensar la ciutat de Tlemcen. La ruïna de les ciutats de la rodalia va portar cap aquesta molts refugiats i emigrants. El 1235, el xeic de la tribu, Yaghmuràssan ibn Zayyan, va heretar de son germà el comandament de totes les branques de la família; l'elecció, aprovada per les tribus, fou sancionada per un decret del califa almohade (1236). La caiguda dels almohades, el 1248, als quals va sostenir fins al final, el va enfrontar als marínides. El primer gran enfrontament fou el setge de Tlemcen pels marínides, que va durar del 1298 al 1306. Mansura ('Victòria'), el campament dels assetjants, va sorgir llavors. Abu-Zayyan I va aconseguir l'aixecament del setge el 1306.
La primera ocupació marínida es va fer el 1337 i va durar uns deu anys. Altra vegada fou conquerida el 1352 fins que, el 1359, Abu-Hammu II, amb suport hàfsida, els va expulsar, però el seu fill Abu-Taixufín II va ocupar el poder amb ajut marínida i s'hi va mantenir poc més que com a vassall, per després donar suport a altres emirs que van arribar al poder no sempre legítimament.
En la segona meitat del segle xiv, el regne dels abdalwadites establert a Tlemcen es va debilitant a causa de les disputes familiars i es fragmenta: els emirs instal·lats a Orà i els hàfsides lluiten contra els sobirans de Tlemcen. A l'est, Bugia i Constantina es van independitzar del poder central de Tunis, els ports van formar petites repúbliques: Alger, Bône, Jijel, Dellys, etc. A les Terres Altes i al Sud, les confederacions tribals són independents de qualsevol poder central i es formen principats independents a la Cabília. Socioeconòmicament, el comerç s'ha aturat, la vida urbana ha disminuït i l'agricultura ha estat en decadència. Al segle xv, el perill va venir del costat dels hàfsides, que el 1424 i 1468 van imposar sobirans vassalls en dues expedicions victorioses.
Aprofitant la lluita dinàstica a la mort d'Abu-Abd-Al·lah IV entre Abu-Abd-Al·lah, fill del monarca mort, i el seu oncle Abu-Hammu, que havia pres el poder i empresonat al primer, el 1509, Ferran el Catòlic va sortir victoriós de la Jornada de Mers el-Kebir, i va conquerir Bugia i Trípoli, i el 1517 l'Imperi Otomà va establir el seu protectorat, tot i que, entre 1543 i 1545, es van succeir diversos governants fins a imposar-se altre cop el retorn del partit dels otomans, que van eliminar la dinastia el 1555.

## Llista d'emirs abdalwadites de Tremissen
Emirs abdalwadites de Tremissen
- Abu-Yahya I Yaghmuràssan ibn Zayyan 1236 - 1283
- Abu-Saïd Uthman I 1283 - 1304 (fill)
- Abu-Zayyan I 1304 - 1308 (fill)
- Abu-Hammu I 1308 - 1318 (germà)
- Abu-Taixufín I 1318 - 1337 (fill)

Primera conquesta marínida 1337 - 1348 (el sobirà marínida era Abu-l-Hàssan Alí)
Governador Uthman ibn Yahya ibn Djarar (de una branca abdalwadita llunyana, els Tiklussen Ibn Taa-Al·lah)
- Abu-Saïd Uthman II 1348 - 1352
- Abu-Thàbit I (associat) 1348 - 1352 (germà d'Abu-Saïd Uthman II)

Segona conquesta marínida 1352 - 1359 (el sobirà marínida era Abu-Inan Faris)
- Abu-Hammu II 1359 - 1360

Tercera conquesta marínida, 1360 (el sobirà marínida era Abu-Sèlim Ibrahim)
- Abu-Hammu II 1360 - 1372
  - Abu-Zayyan Muhàmmad proclamat sultà de Tlemcen (en rebel·lió) 1361-1362
  - Abu-Zayyan Muhàmmad proclamat sultà de Tlemcen (en rebel·lió) 1366-1367
  - Abu-Zayyan Muhàmmad proclamat sultà de Titeri (en rebel·lió) 1370-1373

Quarta conquesta marínida, 1372 (el sobirà marínida era Abu-Faris Abd-al-Aziz al-Mústansir)
- Abu-Hammu II 1372 - 1383
  - Abu-Zayyan Muhàmmad proclamat sultà (en rebel·lió) 1375-1377
  - Abu-Zayyan Muhàmmad proclamat sultà (en rebel·lió) 131378 o 1378-1379

Cinquena cinquesta marínida 1383 (el sobirà marínida era Abu-l-Abbàs Àhmad ibn Ibrahim)
- Abu-Hammu II 1384 - 1387
- Abu-Taixufín II 1387 (gener-febrer)
- Abu-Hammu II 1387
- Abu-Taixufín II 1387-1388
- Abu-Hammu II 1388-1389
- Abu-Taixufín II 1389
- Abu-Hammu II 1389 (a Tlemcen-ciutat va actuar com a regent el seu fill Umar ibn Abi-Hammu)
- Abu-Taixufín II 1389 - 1393 (fill d'Abu-Hammu I)
- Abu-Thàbit II 1393 (fill d'Abu-Taixufín I)
- Abu-l-Hajjaj I 1393 (fill d'Abu-Hammu II)
- Abu-Zayyan II 1393 - 1399 (germà d'Abu-Taixufín)
- Abu-Muhàmmad I 1399 - 1401 (germà)
- Abu-Abd-Al·lah I 1401 - 1411 (germà)
- Abd-ar-Rahman I ibn Abi-Muhàmmad 1411
- Saïd I ibn Abi-Taixufín 1411
- Abu-Màlik I 1411 - 1424
- Abu-Abd-Al·lah II 1424 - 1428
- Abu-Màlik I 1428 - 1430 (segona vegada)
- Abu-Abd-Al·lah II (segona vegada) 1430 -

Ocupació hafsida (sobirà hàfsida Abu-Faris Abd-al-Aziz 1430-1431)
- Abu-Abbàs Àhmad I 1431 - 1462
- Abu-Abd-Al·lah III 1462 - 1470
- Abu-Taixufín III 1470
- Abu-Abd-Al·lah IV 1470 - 1505 (germà)
- Abu-Abd-Al·lah V 1505 - 1516 (fill)
- Abu-Zayyan Àhmad 1516
- Abu-Hammu III 1516 - 1517
- Abu-Zayyan Àhmad setembre del 1517

Govern d'Oruç Reis, setembre del 1517- maig del 1518
- Abu-Hammu III 1518 - 1528
- Abu-Muhàmmad II 1528 - 1540
- Abu-Abd-Al·lah VI 1540
- Abu-Zayyan III 1540 - 1543 (germà)
- Abu-Abd-Al·lah VI 1543 - 1544 (segona vegada)
- Abu-Zayyan III (segona vegada) 1544 - 1550
- Al-Hàssan ibn Abi-Muhàmmad 1550 - 1555 (germà)